# الجامعة اللطفية أنوار العلوم حميدنغر
الجامعة اللطفية أنوار العلوم حميدنغر (بالبنغالية: জামেয়া লুথফিয়া আনোয়ারুল উলুম হামিদনগর)‏ ، والمعروف أيضًا باسم مدرسة برونا ، هي واحدة من أقدم وشهيرة المدارس حي مولفيبازار في مولفيبازار، بنغلاديش . في عام 1941 ، قام تلميذ وخليفة رائد دار العلوم ديوباند شيخول الحديث سيد حسين أحمد مدني ( عميد ) ، حضرة مولانا شيخ لوثفور رحمن بورنبي (ع :) أنشأ «جاميا لوتفيا أنورول أولوم حميد النجار». في الوقت الحالي، هناك 1500 طالب يكتسبون المعرفة الدينية والعالمية بكل عناية واهتمام كامل، و 55 مدرسًا مؤهلين تأهيلا جيدا يقومون بتدريس ومراقبة تقدم الطلاب. الجامعة تتقدم يوما بعد يوم.

## الإدارات والمستويات
تقدم المدرسة التعليم الإسلامي من الصفوف الابتدائية وحتى أعلى درجات فصول الحديث الحديث (اللقب) . يتم تقديم أعلى الدرجات في الأقسام المذكورة أدناه:
- قسم قوة حفظ ذات طبيعة القرآن
- قسم التجويد
- قسم الفتوى

وغيرها من الإدارات الهامة.

## المنشورات
«الجامعة اللطفية أنوار العلوم حميدنغر» تنشر مجلة شهرية باللغة البنغالية تسمى Mashik Hefazothe Islam .